# Leichtathletik-Weltmeisterschaften 1987/3000 m Hindernis der Männer

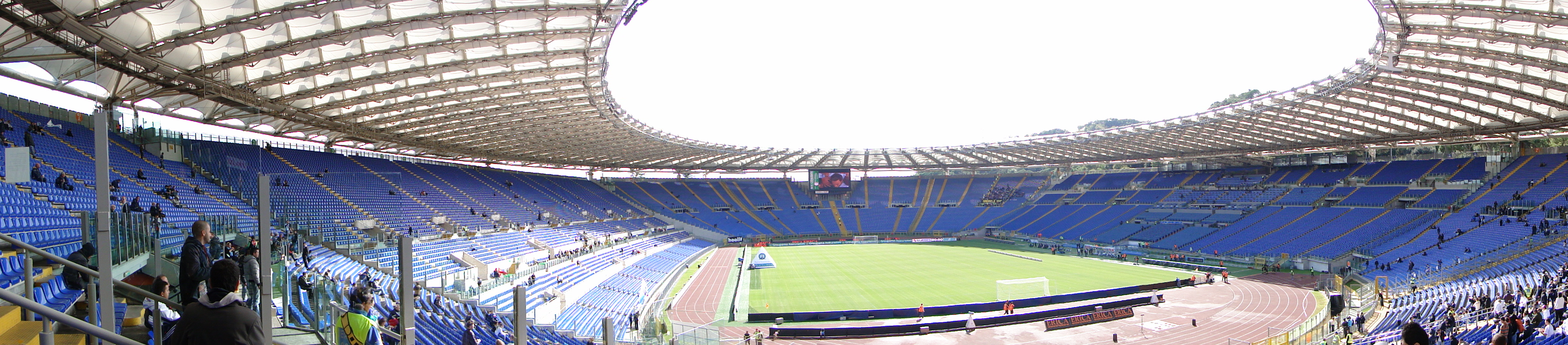
Das Olympiastadion in Rom

Der 3000-Meter-Hindernislauf der Männer bei den Leichtathletik-Weltmeisterschaften 1987 wurde am 3. und 5. September 1987 im Olympiastadion der italienischen Hauptstadt Rom ausgetragen.
Weltmeister wurde der italienische Vizeeuropameister von 1986 Francesco Panetta, der eine Woche zuvor bereits Vizeweltmeister über 10.000 Meter geworden war. Er gewann vor dem amtierenden Europameister Hagen Melzer aus der DDR. Der Belgier William Van Dijck errang die Bronzemedaille.

## Rekorde

### Bestehende Rekorde
| Weltrekord               | 8:05,4 min  | Henry Rono | Seattle, USA                  | 13. Mai 1978    |
| Weltmeisterschaftsrekord | 8:15,06 min | Patriz Ilg | WM 1983 in Helsinki, Finnland | 12. August 1983 |

### Rekordverbesserung
Weltmeister Francesco Panetta aus Italien verbesserte den bestehenden WM-Rekord im Finale am 5. September um 6,49 Sekunden auf 8:08,57 min.

## Vorrunde
3. September 1987
Die Vorrunde wurde in drei Läufen durchgeführt. Die ersten vier Athleten pro Lauf – hellblau unterlegt – sowie die darüber hinaus drei zeitschnellsten Läufer – hellgrün unterlegt – qualifizierten sich für das Finale.

### Vorlauf 1
| Platz | Name              | Nation         | Zeit (min) |
| ----- | ----------------- | -------------- | ---------- |
| 1     | Francesco Panetta | Italien        | 8:16,08    |
| 2     | Raymond Pannier   | Frankreich     | 8:16,93    |
| 3     | William Van Dijck | Belgien        | 8:19,19    |
| 4     | Patrick Sang      | Kenia          | 8:22,26    |
| 5     | Eddie Wedderburn  | Großbritannien | 8:24,09    |
| 6     | Adauto Domingues  | Brasilien      | 8:26,67    |
| 7     | Béla Vágó         | Ungarn         | 8:27,24    |
| 8     | Francisco Sánchez | Spanien        | 8:34,29    |
| 9     | Michael Heist     | BR Deutschland | 8:38,80    |
| 10    | Brian Abshire     | USA            | 8:39,97    |
| 11    | Liam O’Brien      | Irland         | 8:40,88    |
| 12    | Herman Hofstee    | Niederlande    | 8:44,04    |
| 13    | Emilio Ulloa      | Chile          | 8:44,51    |

### Vorlauf 2

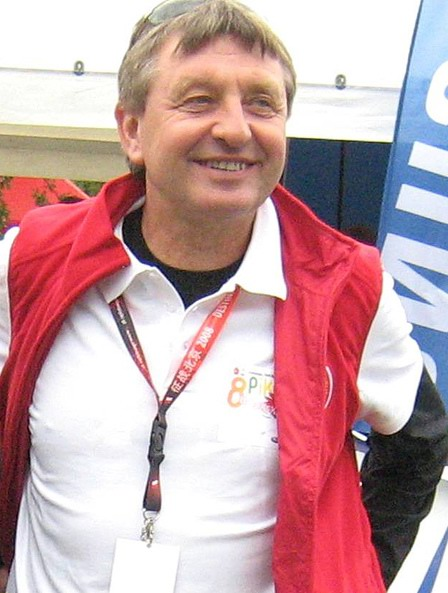
Bogusław Mamiński erreichte als Sechster seines Vorlaufs nicht das Finale

| Platz | Name                    | Nation         | Zeit (min) |
| ----- | ----------------------- | -------------- | ---------- |
| 1     | Joshua Kipkemboi        | Kenia          | 8:20,75    |
| 2     | Hagen Melzer            | DDR            | 8:21,07    |
| 3     | Alessandro Lambruschini | Italien        | 8:21,21    |
| 4     | Brian Diemer            | USA            | 8:21,32    |
| 5     | Fethi Baccouche         | Tunesien       | 8:22.75    |
| 6     | Bogusław Mamiński       | Polen          | 8:24,32    |
| 7     | Tommy Ekblom            | Finnland       | 8:24.66    |
| 8     | Ricardo Vera            | Uruguay        | 8:36,80    |
| 9     | Colin Reitz             | Großbritannien | 8:40,55    |
| 10    | Sigeyuki Aiko           | Japan          | 8:41,41    |
| 11    | Espen Borge             | Norwegen       | 8:47,34    |
| 12    | Ramón López             | Paraguay       | 9:10,29    |
| DNF   | Flemming Jensen         | Dänemark       |            |

### Vorlauf 3

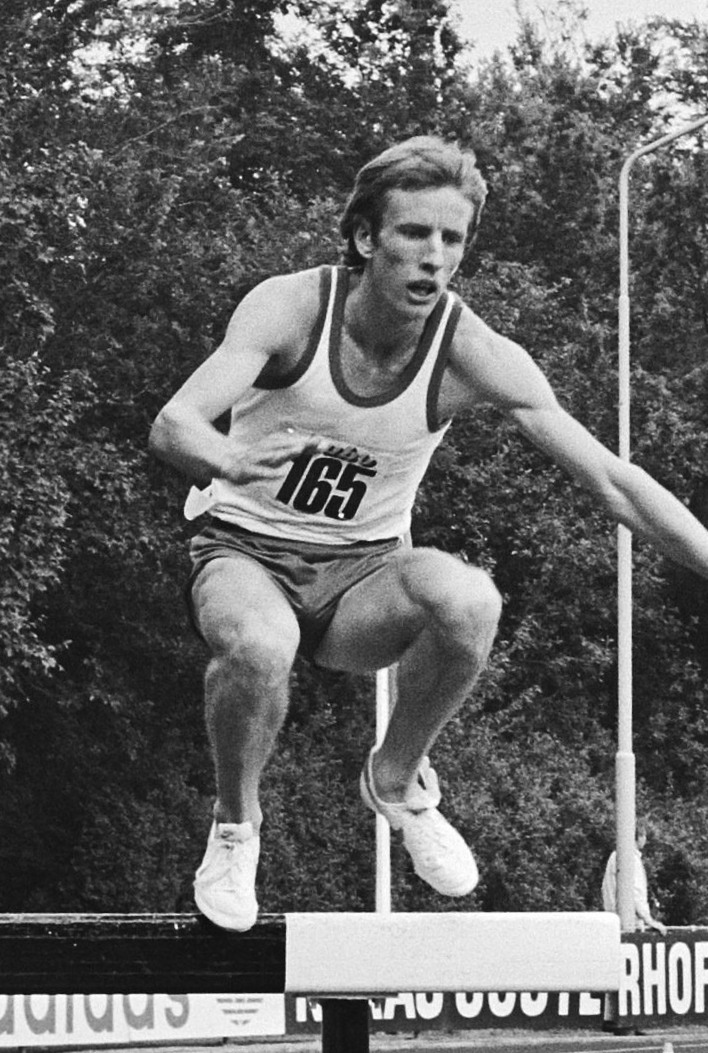
Hans Koeleman kam im dritten Vorlauf auf Platz zehn und schied damit aus

| Platz | Name               | Nation         | Zeit (min) |
| ----- | ------------------ | -------------- | ---------- |
| 1     | Patriz Ilg         | BR Deutschland | 8:18,73    |
| 2     | Graeme Fell        | Kanada         | 8:18,87    |
| 3     | Peter Koech        | Kenia          | 8:19,28    |
| 4     | José Regalo        | Portugal       | 8:20,70    |
| 5     | Henry Marsh        | USA            | 8:20,98    |
| 6     | Roger Hackney      | Großbritannien | 8:21,35    |
| 7     | Franco Boffi       | Italien        | 8:21,69    |
| 8     | Bruno Le Stum      | Frankreich     | 8:23,61    |
| 9     | Waleri Wandjak     | Sowjetunion    | 8:30.43    |
| 10    | Hans Koeleman      | Niederlande    | 8:41,80    |
| 11    | Domingo Ramón      | Spanien        | 8:42,35    |
| DNF   | Mirosław Żerkowski | Polen          |            |

## Finale
5. September 1987
| Platz | Name                    | Nation         | Zeit (min) |
| ----- | ----------------------- | -------------- | ---------- |
| 1     | Francesco Panetta       | Italien        | 8:08,57 CR |
| 2     | Hagen Melzer            | DDR            | 8:10,32    |
| 3     | William Van Dijck       | Belgien        | 8:12,18    |
| 4     | Brian Diemer            | USA            | 8:14,46    |
| 5     | Graeme Fell             | Kanada         | 8:16,46    |
| 6     | Henry Marsh             | USA            | 8:17,78    |
| 7     | Peter Koech             | Kenia          | 8:20,08    |
| 8     | Patrick Sang            | Kenia          | 8:20,45    |
| 9     | Alessandro Lambruschini | Italien        | 8:24,25    |
| 10    | Raymond Pannier         | Frankreich     | 8:26,50    |
| 11    | José Regalo             | Portugal       | 8:27,64    |
| 12    | Patriz Ilg              | BR Deutschland | 8:38,46    |
| 13    | Franco Boffi            | Italien        | 8:43,60    |
| 14    | Roger Hackney           | Großbritannien | 8:48,86    |
| DNF   | Joshua Kipkemboi        | Kenia          |            |

## Video
- 3,000m Steeplechase Final - World Athletics Championships, Rome 1987 auf youtube.com, abgerufen am 24. März 2020